# Parque Nacional de Matsalu
O Parque Nacional de Matsalu (anteriormente Reserva Natural de Matsalu, em estoniano: Matsalu rahvuspark, comumente conhecido apenas por Matsalu) é uma reserva natural e parque nacional situado na região de Lääne, Estônia. Matsalu é um dos maiores e mais importantes locais de parada no outono para aves migratórias na Europa.

## História
A pesquisa científica começou em Matsalu por volta de 1870, quando Valeriano Russow, o curador do Museu de História Natural da Universidade de Tartu, fez uma breve observação das aves perto da Baía de Matsalu. Em 1928–1936 Eerik Kumari pesquisou as aves em Matsalu e sugeriu lá a criação de uma zona de proteção de aves em 1936.

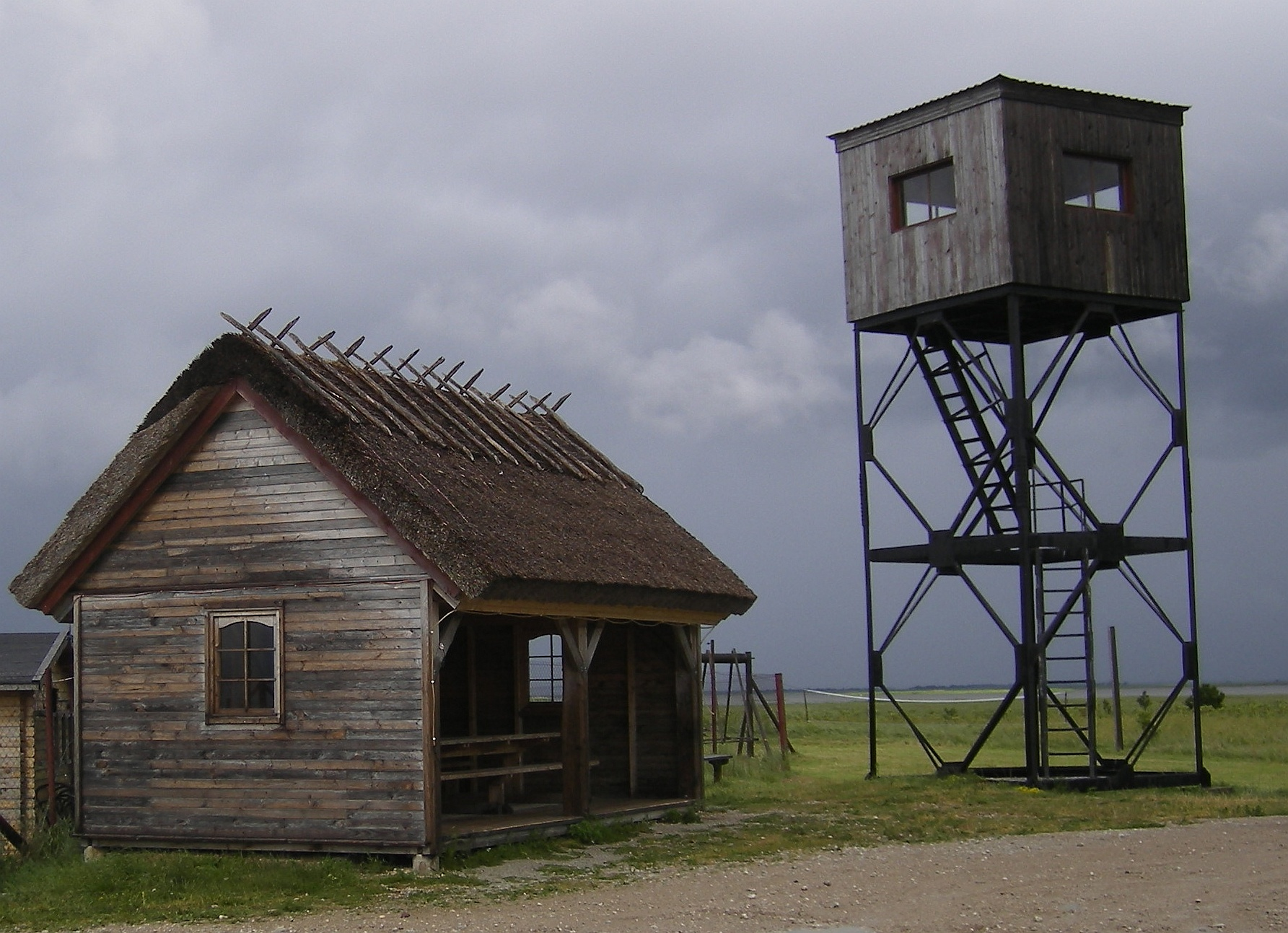
Torre de observação de aves em Keemu.

A pesquisa científica tornou-se regular em 1945, quando o Instituto de Botânica e Zoologia da Academia de Ciências da Estônia criou uma base de pesquisa em Penijõe.
A Reserva Natural de Matsalu foi criada em 1957, principalmente para proteger a nidificação, a muda e as aves migratórias. Os primeiros trabalhadores permanentes (administradores e cientistas) lá instalaram-se em 1958 e a base de pesquisa de Penijõe tornou-se o centro administrativo da recém-criada reserva natural. O Centro de Anilhamento de Aves da Estônia (em estoniano: Rõngastuskeskus), o coordenador de anilhagem de aves na Estônia, está também localizado em Penijõe.
Em 1976 Matsalu foi incluído na lista de zonas úmidas de importância internacional ao abrigo da Convenção Internacional sobre a Proteção das Zonas Úmidas (Convenção de Ramsar).
Em 2003, o Diploma Europeu de Áreas Protegidas foi dado à Reserva Natural de Matsalu, como um reconhecimento do Conselho da Europa à Reserva Natural de Matsalu por seu êxito na preservação da diversidade de habitats e das numerosas espécies de aves e de outros grupos biota da reserva natural. Matsalu é a primeira e única reserva natural na Estônia a possuir o Diploma Europeu.
Em 2004, a Reserva Natural de Matsalu, juntamente com as áreas vizinhas tornaram-se o Parque Nacional de Matsalu.

## Natureza

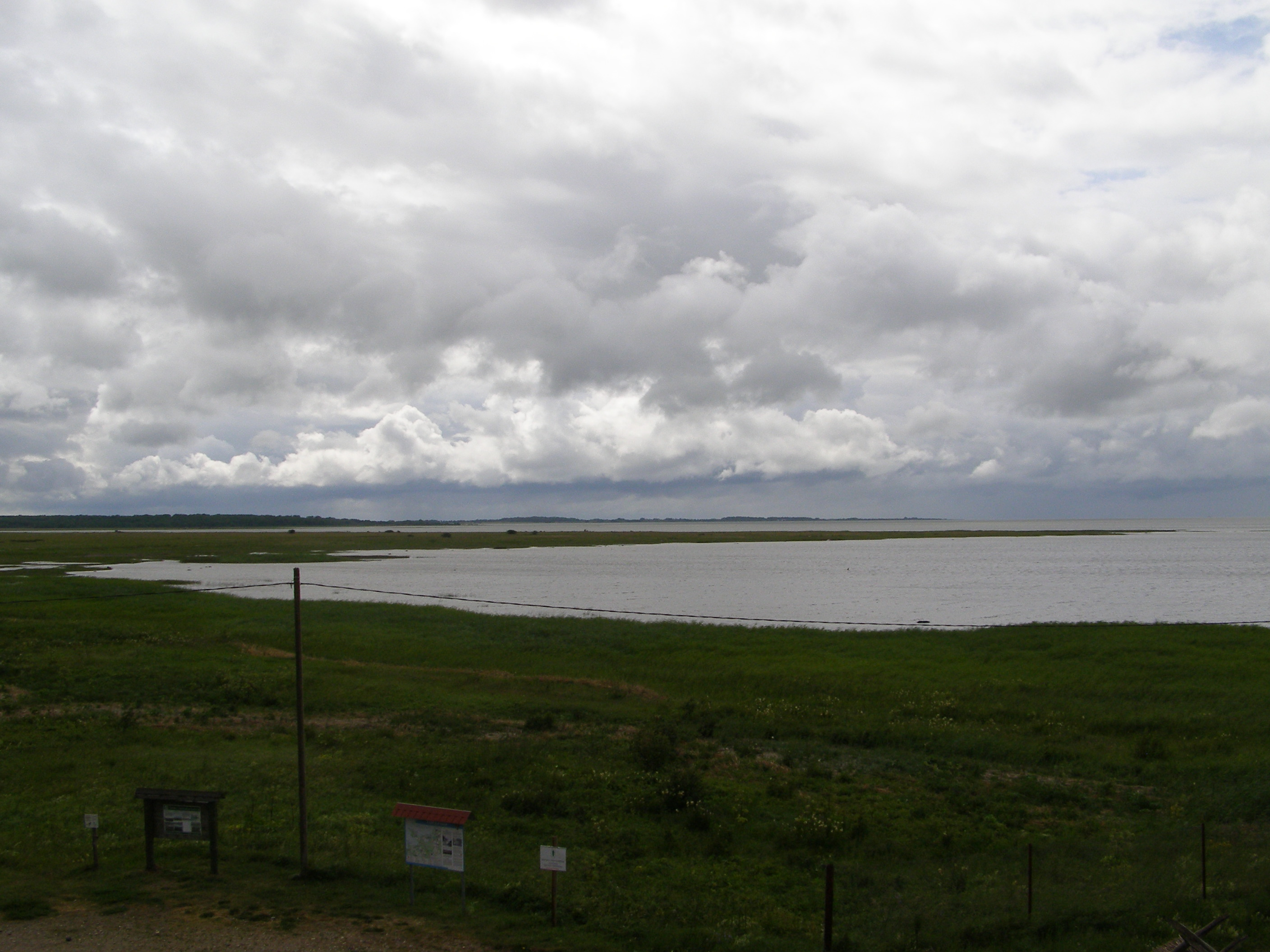
Baía de Matsalu vista da torre de observação de aves em Keemu.

O Parque Nacional de Matsalu abrange uma área de terra e água de 486,4 km² englobando a Baía de Matsalu juntamente com o delta do rio Kasari, e as zonas circundantes - várzeas e prados costeiros, juncos e bosques, e também uma parte do mar de Väinameri, que faz divisa com a baía, incluindo mais de 40 ilhas.
A baía de Matsalu é pouco profunda, salobra e rica em nutrientes. A baía tem 18 km de comprimento, 6 km de largura, mas a profundidade média é de apenas 1,5 m (máxima de 3,5 m).
O rio Kasari é o maior dos vários rios que deságuam na baía de Matsalu. O delta do rio Kasari não está em sua condição natural devido à dragagem sofrida no período de 1930-1960. Os juncos em torno do canal principal estão expandindo-se em direção ao oeste, cerca de 100 m a cada ano.

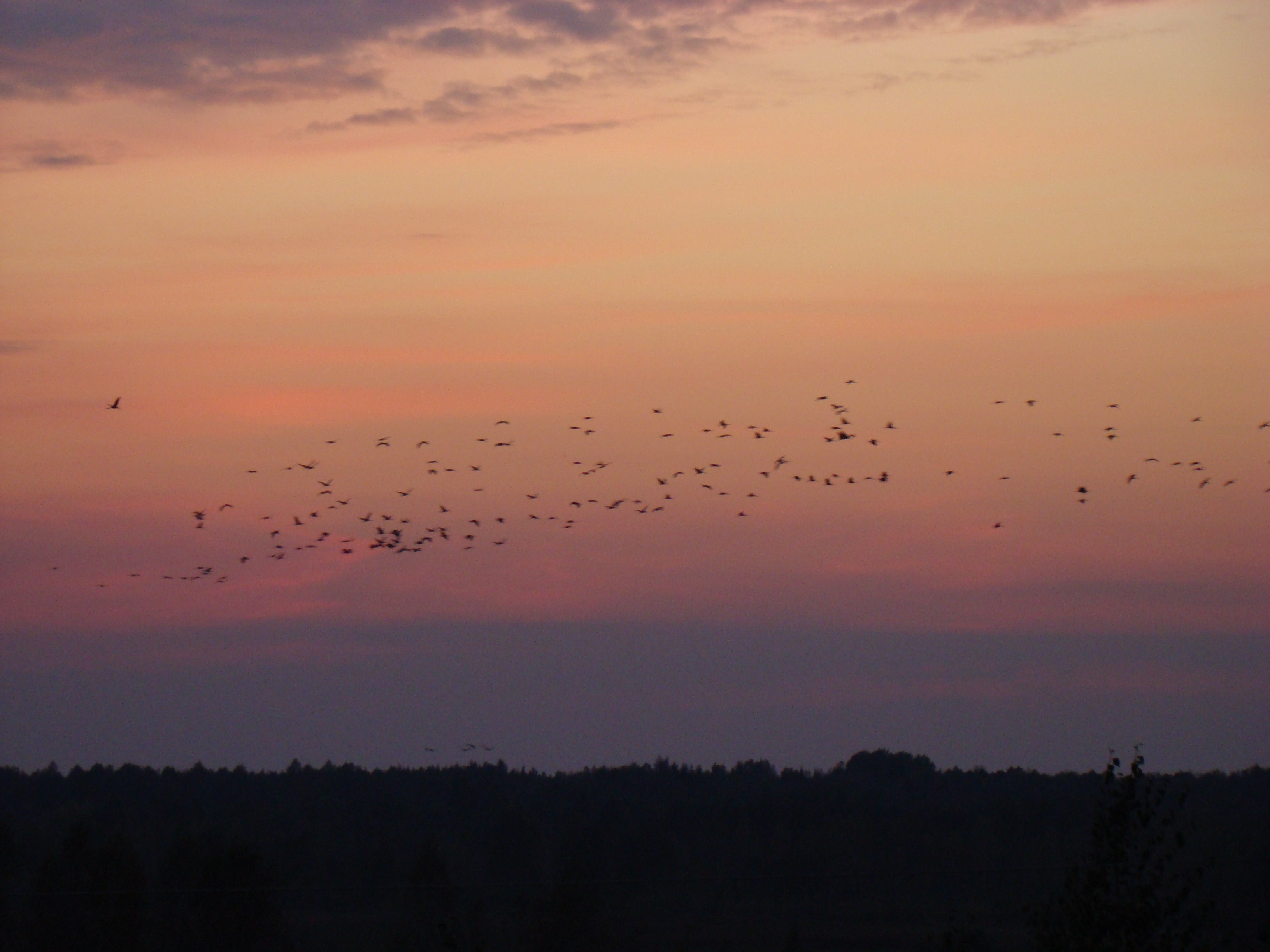
Grous-comuns em vôo.

Os rios transportam grandes quantidades de sedimentos ricos em nutrientes que são depositados na baía, oriundos de uma bacia hidrográfica de 3500 km². Os sedimentos são depositados nos estuários dos rios, possibilitando a expansão das áreas de juncos.
Um total de 275 espécies de aves foi registrado em Matsalu, entre as quais 175 estão em nidificação e 33 transmigrantes aquáticas. 49 espécies de peixes e 47 espécies de mamíferos estão registrados na área da reserva natural, junto com 772 espécies de plantas vasculares.
A cada primavera mais de dois milhões de aves aquáticas passam por Matsalu, incluindo 10.000—20.000 cisnes-pequenos, 10.000 zarros-bastardos, patos-olho-de-ouro, zarros-negrinhas, mergansos e muitos outros. Uma colônia de até 20.000 gansos-de-faces-brancas, mais de 10.000 gansos-bravos, e milhares de aves pernaltas pousam sobre as pastagens litorâneas na primavera. As mais numerosas aves de passagem (cerca de 1,6 milhões) são os patos-de-cauda-afilada. Aproximadamente 35.000-40.000 patos alimentam-se nos juncos na primavera.
No outono, cerca de 300.000 aves aquáticas migratórias passam por Matsalu. A zona úmida é conhecida como a maior paragem de outono dos Grous-comuns na Europa. O mais elevado número registrado de grous foi 23.000.

## Festival International de Filmes sobre a Natureza de Matsalu
O Festival International de Filmes sobre a Natureza de Matsalu (em estoniano: Matsalu loodusfilmide festival) é realizada a cada outono nas proximidades da cidade de Lihula. O festival é organizado pela organização sem fins lucrativos MTÜ Matsalu Loodusfilmide Festival, que foi criada no final de  2003.
O primeiro Festival de Matsalu foi realizado de 3 a 5 de outubro de 2003 em Lihula, com uma programação competitiva de 23 filmes de 7 países. Mais de 2.500 pessoas visitaram o festival desse ano. O segundo festival foi realizado em 23-25 de setembro de 2004, com participantes de 14 países, um programa competitivo de 35 filmes e cerca de 5.000 visitantes. O terceiro festival teve lugar em 22-25 de setembro de 2005, com uma programação competitiva de 39 filmes de 16 países e mais de 7.000 visitantes. No quarto festival, realizado em 21-24 de setembro de 2006, havia 21 países participantes e 41 filmes concorrentes. O quinto Festival de Matsalu foi realizado em 19-23 de setembro de 2007, e teve mais de 7.000 visitantes.
Os organizadores admitem que como o festival vem sendo realizado no território de uma reserva natural, ele não pode crescer muito mais em uma pequena cidade e, por conseguinte, têm planos de trazer a maioria dos documentários europeus sobre natureza para o festival, ao mesmo tempo, sem contudo deixar de lado assuntos relacionados com o ser humano.